# Backflip
Backflip é o primeiro single do álbum This Is My Time da cantora americana de R&B Raven-Symoné. Lançado em 2004

## Videoclipe
O videoclipe, dirigido por Sanaa Hamri, estreou na BET Access Granted, 7 de agosto de 2004. O vídeo recebeu alta rotação no canais do Disney Channel, MTV e BET. Para todos os fãs e critícos ela esta mais madura e mais mulher, e considerando o melhor clipe de sua carreira musical.

## Faixas e formatos
- Estados Unidos CD single

1. "Backflip" – 3:53
2. "Backflip" (Call Out Hook) – 0:31